# La Rochette, Hautes-Alpes
La Saulce este o comună în departamentul Hautes-Alpes, Franța. În 1 ianuarie 2022 avea o populație de 473 de locuitori.